# Wolf Creek 2
Wolf Creek 2 is een Australische thriller-horrorfilm uit 2013 onder regie van Greg Mclean, die samen met Aaron Sterns ook het verhaal schreef. De film is het vervolg op Wolf Creek uit 2005, ook zowel geschreven als geregisseerd door McClean. Hoofdrolspeler John Jarratt keert terug als de sadistische seriemoordenaar Mick Taylor.

## Verhaal

### Proloog
Agenten Gary Bulmer en Brian O'Connor zitten in hun politiewagen langs een weg om te controleren of iemand de snelheidslimiet overtreedt. Het is warm en de weg zo goed als verlaten. Wanneer Mick Taylor voorbijkomt in zijn pick up, besluiten ze hem daarom aan te houden, ondanks dat hij helemaal niet te hard rijdt. Nadat Taylor is gestopt, kraakt Bulmer hem en zijn wagen totaal af. Taylor blijft vriendelijk en beleefd, maar dat verandert niets aan de houding van de agenten. Ze geven hem een bon en stappen gniffelend weer in hun auto. Zodra ze weg willen rijden, vliegt de achterruit van de wagen aan stukken. Het schot dat dit veroorzaakte, blaast de bovenkant van O'Conners schedel eraf. Bulmer slingert vervolgens met de wagen van de weg. Wanneer hij gewond wegtijgert van het wrak, stapt Taylor uit de bosjes. Hij breekt Bulmers been en verlamt hem door zijn jachtmes in diens ruggengraat te steken. Daarna zet Taylor de nog levende agent naast zijn dode partner in hun wagen. Na die overgoten te hebben met benzine, steekt hij het wrak in brand.

### Hoofdlijn
Het Duitse stel Rutger Enqvist en Katarina Schmidt is aan het backpacken in Australië. Nadat ze de Wolfe Creek Crater in West-Australië passeren, lukt het ze niet meer om een lift te krijgen voor het duister invalt. Ze besluiten in hun tentje te overnachten en de volgende dag verder te gaan. 's Nachts schrikken ze op van het geluid van een wagen die naast hun tent stopt. Taylor stapt uit. Hij vertelt de twee dat ze zich in een nationaal park bevinden en hier eigenlijk niet mogen kamperen. Hij biedt Enqvist en Schmidt een lift naar een nabije camping aan, voor een parkwachter ze ziet en ze een boete geeft. Ze slaan zijn aanbod vriendelijk af. Taylor reageert door Enqvist in de rug te steken. Wanneer hij vervolgens Schmidt probeert te verkrachten, richt haar vriend zich op om Taylor aan te vallen. Die snijdt daarop Enqvists hoofd eraf. Hij vertelt Schmidt dat hij aan haar nog een paar maanden plezier wil beleven.
Terwijl Taylor Enqvist bij de laadbak van zijn wagen ontdoet van zijn organen, sluipt Schmidt weg. Zodra Taylor dit merkt, jaagt hij haar grinnikend op. Door een route te kiezen waarop Taylor haar niet kan achtervolgen met de auto, krijgt ze wat voorsprong en belandt ze aan de rand van een autoweg. Hier komt net de Engelse geschiedenisstudent Paul Hammersmith aanrijden. Hij laat Schmidt in zijn Jeep stappen en rijdt weg, op zoek naar hulp. Taylor ziet dit en zet de achtervolging in. Wanneer hij Hammersmith probeert neer te schieten, bukt die. Het schot gaat daardoor door het hoofd van Schmidt. Furieus dat de Engelsman hem zijn prooi heeft gekost, benoemt Taylor hem tot zijn nieuwe doelwit.
Hammersmith schudt Taylor ten langen leste af. Wanneer hij bij een autoweg aankomt, blijkt hij te weinig benzine te hebben om het dichtstbijzijnde plaatsje te bereiken. Hij probeert daarom een lift te krijgen. De eerste auto die hij ziet, rijdt hem voorbij. Daarna komt er een vrachtwagen aan. Taylor zit achter het stuur. De eigenlijke chauffeur ligt dood naast hem. Hammersmith rijdt een heuvel af en vlucht te voet de outback in. Voor de deur van een huisje, verliest hij uitgeput het bewustzijn. Hammersmith wordt binnen wakker, in een bed van het teruggetrokken echtpaar Jack en Lil. Wanneer Taylor arriveert, denkt Jack die weg te jagen door met een geweer te zwaaien. Taylor breekt niettemin in en vermoordt zowel Jack als Lil met een van hun eigen wapens. Hammersmith vlucht de bossen in. Taylor achterhaalt hem en slaat hem bewusteloos.
Wanneer Hammersmith bij bewustzijn komt, zit hij vastgebonden op een stoel in de ondergrondse schuilplaats van Taylor. Taylor legt hem uit dat hij niet tussen hem en zijn prooi had moeten komen. Hij zet een mes op Hammersmiths keel, die reageert door aan één stuk limericks te zingen. Als blijkt dat hij er daarvan ook kent met Australische onderwerpen, krijgt Taylor schik in Hammersmith. Hij schenkt een drankje in voor de Engelsman en zingt samen met hem Australische liedjes. Hij maakt een van Hammersmiths handen los zodat die bij zijn beker kan. Taylor stelt voor om een quiz te spelen met Australische geschiedenisvragen. Hij belooft de Engelsman dat hij hem laat gaan als die op vijf daarvan het goede antwoord geeft. Voor ieder fout antwoord zaagt Taylor hem een vinger af met een cirkelzaag. Hammersmith geeft alleen maar goede antwoorden, maar omdat één daarvan Taylor niet bevalt, zaagt die toch een vinger van Hammersmiths vrije hand af. Dan maakt Taylor ook duidelijk dat zijn belofte om Hammersmith te laten gaan, niet betekent dat hij hem vrij zal laten. Het betekent dat Taylor hem verder zijn kerker in wil laten gaan en dat hij daar überhaupt nooit meer uitkomt.
Wanneer Taylor opnieuw drank gaat halen, krijgt Hammersmith een hamer te pakken, die hij bij zich verstopt. Nadat Taylor ook een vinger van zijn andere hand afzaagt, kan Hammersmith die loswrikken en slaat hij Taylor neer met de hamer. De Engelsman vlucht het ondergrondse gewelf in. Hier liggen, zitten en hangen tientallen gemartelde, verminkte, dode en zo goed als dode eerdere slachtoffers van Taylor. Die roept hem na dat er aan die kant toch geen uitweg is. Hammersmith denkt toch een vrije doorgang naar buiten te zien, maar komt er net op tijd achter dat die onbereikbaar is vanwege een valkuil met lange pinnen op de bodem. Hij besluit Taylor verstopt op te wachten en dan in de rug te duwen, zijn eigen valkuil in. Zodra Hammersmith voetstappen hoort passeren, springt hij tevoorschijn om de laatste zet te geven. Het lichaam dat daarop gespietst wordt in de pinnen is alleen niet dat van Taylor, maar dat van een eerder gevangen vrouw. Taylor stapt naar Hammersmith toe en vertelt hem dat er in zijn ogen twee groepen mensen zijn. Hijzelf behoort volgens hem tot 'de winnaars'. Daarna geeft hij Hammersmith een kopstoot, waardoor die het bewustzijn verliest.

### Epiloog
Wanneer Hammersmith weer bij bewustzijn komt, ligt hij bebloed in zijn onderbroek ergens op straat. Bij hem ligt een briefje met daarop het woord loser ('verliezer'). Twee politieagenten komen naar hem toe en nemen hem mee. Een tekst op het scherm maakt duidelijk dat Hammersmith verteld heeft over een krankzinnige moordenaar die in de outback op toeristen jaagt, maar zelf aangemerkt werd als de meest waarschijnlijke verdachte van de moorden. Tijdens het onderzoek hiernaar stortte Hammersmith geestelijk in. Hij is vervolgens naar een psychiatrisch ziekenhuis in Engeland gebracht en verbleef daar op het moment van schrijven nog steeds.

### Epiloog II
Taylor blijkt nog steeds als vrij man door de outback te lopen.

## Rolverdeling
- John Jarratt - Mick Taylor
- Ryan Corr - Paul Hammersmith
- Shannon Ashlyn - Katarina Schmidt
- Philippe Klaus - Rutger Enqvist
- Shane Connor - Gary Bulmer Jnr.
- Ben Gerrard - Constable Brian O'Connor
- Gerard Kennedy - Jack
- Annie Byron - Lil